# Southampton Island
Southampton Island (Inuktitut: Salliq) ist eine Insel im Norden Kanadas. Sie ist Teil des kanadischen Territoriums Nunavut und gehört zur Kivalliq-Region.
Während in Nunavut im Sommer grundsätzlich die Sommerzeit gilt, gilt auf Southampton Island ganzjährig die Eastern Standard Time.

## Geographie und Natur
Die 41.214 km² große Insel liegt am Nordrand der Hudson Bay und ist im Westen durch den Roes Welcome Sound und im Norden durch die Frozen Strait vom kanadischen Festland getrennt. An ihrer Südküste befindet sich die Inuit-Siedlung Coral Harbour mit 834 Einwohnern (Stand 2011).
Geprägt von arktischem Klima herrscht auf Southampton Island Tundravegetation. Ein großer Teil der Insel ist nahezu eben, was auch die Inuktitut-Bezeichnung „Salliq“ („große flache Insel vor dem Festland“) ausdrückt, und nur im Nordosten erheben sich die Porsild Mountains auf über 600 Meter. Höchster Punkt ist der Mathiasen Mountain mit 625 Metern.
An Säugetieren leben auf der Insel u. a. Eisbären, Karibus, Eisfüchse, Polarhasen, Lemminge und Erdhörnchen. Auch sind zwei bedeutende Vogelschutzgebiete ausgewiesen – „East Bay Bird Sanctuary“ und „Harry Gibbons Bird Sanctuary“ mit bedeutenden Nistplätzen der Kleinen Schneegans (Anser caerulescens caerulescens).

## Geschichte
Der erste überlieferte Besuch der Insel durch einen europäischen Reisenden erfolgte 1613 durch Thomas Button. 
Wann die ersten Menschen auf Southampton Island siedelten, ist nicht genau bekannt. Zweifellos hatten sich jedoch schon vor vielen Jahrhunderten Vorgänger der heutigen Inuit hier niedergelassen, vermutlich Menschen der Dorset-Kultur, die etwa ab dem Jahr 1000 durch Angehörige der Thule-Kultur verdrängt worden sind. Eine isoliert lebende Menschengruppe mit eigener Sprache und Kultur hielt sich allerdings auf der Southampton Island und der benachbarten Insel Coats Island bis weit in die Neuzeit, die Sallirmiut („Menschen von Salliq“). Sie starben fast alle an einer von Walfängern eingeschleppten Magen-und-Darm-Infektion im Jahr 1903; 64 km südöstlich der Siedlung Coral Harbour sind noch Reste einer Camp-Region der Sallirmiut erhalten. 
Später wurde die Insel erneut von Aivilingmiut-Inuit bevölkert, die für den amerikanischen Walfänger und Ethnologen George Comer arbeiteten. Dieser nahm dort 1910–1912, während sein Schoner A. T. Gifford bei Kap Fullerton im Eis festlag, eine Reihe von Tonaufzeichnungen auf und sammelte ihre Legenden und Elfenbeinschnitzereien, die er dem American Museum of Natural History übergab.